# Parti du progrès (Islande)
Pour les articles homonymes, voir Parti du progrès.
Le Parti du progrès (en islandais : Framsóknarflokkurinn, Fram ou FSF) est un parti politique islandais du centre, agrarien et libéral, membre de l'Internationale libérale (IL).

## Historique

Logo jusqu'en 2021

Issu de la fusion du Parti des paysans (Bændaflokkur) et du Parti des paysans indépendants (Óháðir bændur), il a été fondé le 16 décembre 1916 et siège à l'Althing sans discontinuer depuis les élections du 15 novembre 1919. Il entre au gouvernement dès 1917 et y participe régulièrement depuis.
Entre 1944 et 2006, le parti n'a connu que cinq dirigeants, tous ayant exercé les fonctions de chef du gouvernement. Le Fram est en outre la seule formation à avoir dirigé l'exécutif sans être le parti le plus important de la coalition. À six reprises, en effet, un membre du Fram a exercé les fonctions de Premier ministre.

## Dirigeants
- Ólafur Briem, 1916-1920
- Sveinn Ólafsson, 1920-1922
- Þorleifur Jónsson, 1922-1928
- Tryggvi Þórhallsson, 1928-1932
- Ásgeir Ásgeirsson, 1932-1933
- Sigurður Kristinsson, 1933-1934
- Jónas Jónsson (frá Hriflu), 1934-1944
- Hermann Jónasson, 1944-1962
- Eysteinn Jónsson, 1962-1968
- Ólafur Jóhannesson 1968-1979
- Steingrímur Hermannsson, 1979-1994
- Halldór Ásgrímsson, 1994-2006
- Jón Sigurðsson, 2006-2007
- Guðni Ágústsson, 2007-2008
- Valgerður Sverrisdóttir, 2008-2009
- Sigmundur Davíð Gunnlaugsson, 2009-2016
- Sigurður Ingi Jóhannsson, depuis 2016

## Résultats électoraux

### Législatives: au niveau national
| Élection | Voix   | %     | Sièges  | Gouvernement                                                         |
| -------- | ------ | ----- | ------- | -------------------------------------------------------------------- |
| 1919     | 3 115  | 22,2  | 11 / 40 |                                                                      |
| 1923     | 8 062  | 26,6  | 15 / 42 |                                                                      |
| 1927     | 9 532  | 29,8  | 19 / 42 |                                                                      |
| 1931     | 13 844 | 35,9  | 23 / 42 |                                                                      |
| 1933     | 8 530  | 23,9  | 17 / 42 |                                                                      |
| 1934     | 11 377 | 21,9  | 15 / 49 |                                                                      |
| 1937     | 14 556 | 24,9  | 19 / 49 |                                                                      |
| 07/1942  | 16 033 | 27,6  | 20 / 49 |                                                                      |
| 10/1942  | 15 869 | 26,6  | 15 / 52 |                                                                      |
| 1946     | 15 429 | 23,1  | 13 / 52 |                                                                      |
| 1949     | 17 659 | 24,5  | 17 / 52 |                                                                      |
| 1953     | 16 959 | 21,9  | 16 / 52 |                                                                      |
| 1956     | 12 925 | 15,6  | 17 / 52 |                                                                      |
| 06/1959  | 23 061 | 27,2  | 19 / 52 |                                                                      |
| 10/1959  | 21 882 | 25,7  | 17 / 60 |                                                                      |
| 1963     | 25 217 | 28,2  | 19 / 60 |                                                                      |
| 1967     | 27 029 | 28,1  | 18 / 60 |                                                                      |
| 1971     | 26 645 | 25,3  | 17 / 60 |                                                                      |
| 1974     | 28 381 | 24,9  | 17 / 60 |                                                                      |
| 1978     | 20 656 | 16,9  | 12 / 60 |                                                                      |
| 1979     | 30 861 | 24,9  | 17 / 60 |                                                                      |
| 1983     | 24 754 | 18,5  | 14 / 60 |                                                                      |
| 1987     | 28 902 | 18,9  | 13 / 63 |                                                                      |
| 1991     | 29 866 | 18,9  | 13 / 63 | Opposition                                                           |
| 1995     | 38 485 | 23,3  | 15 / 63 | Oddsson II                                                           |
| 1999     | 30 415 | 18,4  | 12 / 63 | Oddsson III                                                          |
| 2003     | 32 484 | 17,7  | 12 / 63 | Oddsson IV (2003-2004), Ásgrímsson (2004-2006), Haarde I (2006-2007) |
| 2007     | 21 350 | 11,7  | 7 / 63  | Opposition                                                           |
| 2009     | 27 699 | 14,8  | 9 / 63  | Opposition                                                           |
| 2013     | 46 173 | 24,4  | 19 / 63 | Gunnlaugsson (2013-2016), Jóhannsson (2016-2017)                     |
| 2016     | 21 791 | 11,5  | 8 / 63  | Opposition                                                           |
| 2017     | 21 016 | 10,7  | 8 / 63  | Jakobsdóttir I                                                       |
| 2021     | 34 501 | 17,27 | 13 / 63 | Jakobsdóttir II (2021-2024), Benediktsson II (2024)                  |
| 2024     | 16 578 | 7,80  | 5 / 63  | Opposition                                                           |

### Législatives: par circonscription
| Année | Nord Ouest | Nord Ouest | Nord Est | Nord Est | Sud  | Sud    | Sud Ouest | Sud Ouest | Reykjavik Sud | Reykjavik Sud | Reykjavik Nord | Reykjavik Nord |
| Année | %          | Sièges     | %        | Sièges   | %    | Sièges | %         | Sièges    | %             | Sièges        | %              | Sièges         |
| ----- | ---------- | ---------- | -------- | -------- | ---- | ------ | --------- | --------- | ------------- | ------------- | -------------- | -------------- |
| 2003  | 21,7       | 2 / 10     | 32,8     | 4 / 10   | 23,7 | 2 / 10 | 14,9      | 1 / 11    | 11,3          | 1 / 11        | 11,6           | 2 / 11         |
| 2007  | 18,8       | 1 / 9      | 24,6     | 3 / 10   | 18,7 | 2 / 10 | 7,2       | 1 / 12    | 5,9           | 0 / 11        | 6,2            | 0 / 11         |
| 2009  | 22,5       | 2 / 9      | 25,3     | 2 / 10   | 20,0 | 2 / 10 | 11,6      | 1 / 12    | 9,7           | 1 / 11        | 9,6            | 1 / 11         |
| 2013  | 35,2       | 4 / 8      | 34,6     | 4 / 10   | 34,5 | 4 / 10 | 21,5      | 3 / 13    | 16,8          | 2 / 11        | 16,4           | 2 / 11         |
| 2016  | 20,0       | 2 / 8      | 20,8     | 2 / 10   | 19,1 | 2 / 10 | 7,6       | 1 / 13    | 7,4           | 1 / 11        | 5,7            | 0 / 11         |
| 2017  | 18,4       | 2 / 8      | 14,3     | 2 / 10   | 18,6 | 2 / 10 | 7,9       | 1 / 13    | 8,1           | 1 / 11        | 5,3            | 0 / 11         |
| 2021  | 25,8       | 3 / 8      | 25,6     | 3 / 10   | 23,9 | 3 / 10 | 14,5      | 2 / 13    | 11,5          | 1 / 11        | 12,3           | 1 / 11         |